# 大学祭り
『大学祭り』(だいがくまつり、Varsity Show) は、1937年のアメリカ合衆国のミュージカル映画。
ウィリアム・ケイリーが監督し、ジェリー・ウォルド、リチャード・マコーリー、ウォレン・ダフ、シグ・ハージグが脚本を執筆した。ディック・パウエル、フレッド・ウェアリング&ペンシルヴェニアンズ、テッド・ヒーリー、プリシラ・レインが主演した。ワーナー・ブラザースより公開され、リチャード・A・ホイッティングなどが作曲した。バスビー・バークレーがフィナーレの監督を務めた。

## あらすじ
ウィンフィールド・カレッジの生徒たちは定期的に開催されるショーの制作中に顧問教諭と衝突する。生徒たちは卒業生でブロードウェイの著名なプロデューサーであるチャック・ダリー(ディック・パウエル)にショーの演出を依頼する。生徒たちはダリーの直近3作が大失敗したことを知らない。ダリーと生徒たちは保守的な教授と衝突する。紆余曲折ありながら、ニューヨークでの公演は大成功する。ダリーは名声を取り戻す。

## キャスト
- チャールズ・ダリー(チャック)：ディック・パウエル
- フレッド・ウェアリング・オーケストラ：フレッド・ウェアリング&ペンシルヴェニアンズ
- ウィリアム・ウィリアムズ：テッド・ヒーリー
- バーバラ・スチュワード(バブス)：ローズマリー・レイン
- ベティ・ブラッドリー：プリシラ・レイン
- シルヴェスター・ビドル教授：ウォルター・キャトレット
- バズ・ボルトン：ジョニー・デイヴィス
- バック：フォード・ワシントン・リー
- バブルス：ジョン・ウィリアム・サブレ
- エミー・メイソン：フレッド・ウェアリング
- トラウト：スターリング・ホロウェイ
- カドルス：メイベル・トッド
- スコッティ：スコッティ・ベイツ
- ハップ：ジョージ・マクファランド
- ポリー：ポリー・マックリントック

## 制作
1937年、フレッド・ウェアリングが出演を打診された。ロケ地のポモナ・カレッジのグリークラブに追加して、ウェアリングは自身のグリークラブである著名なペンシルベニアンズを撮影現場に同行させ出演を提案した。ウェアリングがキャンパスに到着すると指揮者の体調が悪く、ポモナ・カレッジの学生であったロバート・ショウが代役となった。撮影終了後、ショウはウェアリングと共にニューヨークへ向かい、学生合唱団およびロバート・ショウ合唱団を結成した。ショウは20世紀の全米合唱界において最も重要な人物の1人となった。